# Cao Mao
En aquest nom xinès, el cognom és Cao.
Cao Mao (241-260), formalment conegut com el Duc de Gaogui, va ser el quart emperador de l'estat de Cao Wei durant el període dels Tres Regnes de la història xinesa. Va ser el net del primer emperador de Cao Wei, Cao Pi. Descrit com intel·ligent i estudiós, Cao Mao va fer repetits intents de recuperar el poder estatal dels regents Sima Shi i Sima Zhao, però va fallar. Va ser assassinat en un colp d'estat avortat contra Sima Zhao. Va rebre el títol pòstum d'un duc en comptes del d'un emperador.

## Rerefons familiar i ascens al tron
Cao Mao va ser un fill de Cao Lin (曹霖), el Príncep de Donghai i fill de Cao Pi. En el 244, a l'edat dels tres anys, d'acord amb les regulacions de Cao Wei sobre que els fills dels prínceps (altre que el fill primogènit de l'esposa del príncep, habitualment designat com a hereu del príncep) eren instaurats com ducs, a Cao Mao se li va concedir el títol de "Duc de Gaogui". El pare de Cao Mao va ser traspassat en el 249 quan ell tenia vuit anys. El seu germà major, Cao Qi (曹啟), succeí al seu pare com el Duc de Donghai.
Al voltant del 254, el poder de l'estat estava controlat pel clan Sima, el patriarca del qual, Sima Yi, havia pres el poder del regent de Cao Fang, Cao Shuang, en el 249. Després de la mort de Sima Yi en el 251, el clan Sima va començar a ser dirigit pel seu fill Sima Shi. En el 254, després d'acusar falsament al sogre de l'emperador, Zhang Ji (張緝), i als associats de Zhang, Li Feng i Xiahou Xuan, de traïció, Sima Shi els va fer passar per les armes juntament amb els seus clans, i quan més tard eixe mateix any Cao Fang considerà un colp d'estat en contra dels Sima, Sima Shi el va deposar.
Hi fou en aquest moment que la madrastra de Cao Fang, l'Emperadriu Vídua Guo, va fer un últim intent de preservar l'autoritat imperial de Cao Wei, involucrant-se ella mateixa en el procés de selecció del pròxim emperador. Quan Sima Shi li va notificar a ella que tenia la intenció de fer al germà de Cao Pi, Cao Ju (曹據), el Príncep de Pengcheng, l'emperador, ella aconseguí persuadir-lo que dita successió seria inadequada, ja que Cao Ju era l'oncle del seu marit Cao Rui, tal successió deixaria efectivament a Cao Rui sense un hereu. Sima Shi es va veure obligat a avenir-se amb ella perquè Cao Mao fóra l'emperador. (Cao Mao, encara que jove (a l'edat dels 13 anys) era conegut per la seva intel·ligència, i l'Emperadriu Vídua Guo podria haver cregut que només ell d'entre els prínceps i els ducs, podria haver tingut l'oportunitat de contrarestar els Sima.) Quan Sima Shi li va preguntar pel segell imperial, ella de nou va raonar amb ell i es va negar cortesament, sota l'argument que ella havia conegut abans a Cao Mao i volia lliurar-li personalment el segell. Quan Cao Mao va ser convocat a la capital, ell va actuar d'acord amb les cerimònies destinades per a un duc, en comptes de simular pretensions imperials immediatament, fins que va ser entronitzat. Això li va fer guanyar el suport popular i la lloança com un emperador jove i humil.

## Noms d'era
- Zhengyuan (正元 zhèng yúan) 254-256
- Ganlu (甘露 gān lù) 256-260

## Família
- Pare: Cao Lin (曹霖), Príncep Ding de Donghai, fill de Cao Pi
- Esposa: Emperadriu Bian, filla de Bian Long (卞隆), instaurada en el 255